# Бани Тахтакале
Бани Тахтакале (тур. Tahtakale Hamamı) — исторический хаммам в Стамбуле (Турция), расположенный рядом с мечетью Рустема-паша в районе Тахтакале, между Большим базаром и Эминёню. Он был построен в период правления султана Мехмеда II и является одним из старейших сохранившихся банных сооружений в городе. В XX веке здание использовалось в качестве склада, что привело к значительному ухудшению его состояния. После 1988 года хамам подвергся значительной реставрации и ныне служит местным торговым центром.

## История

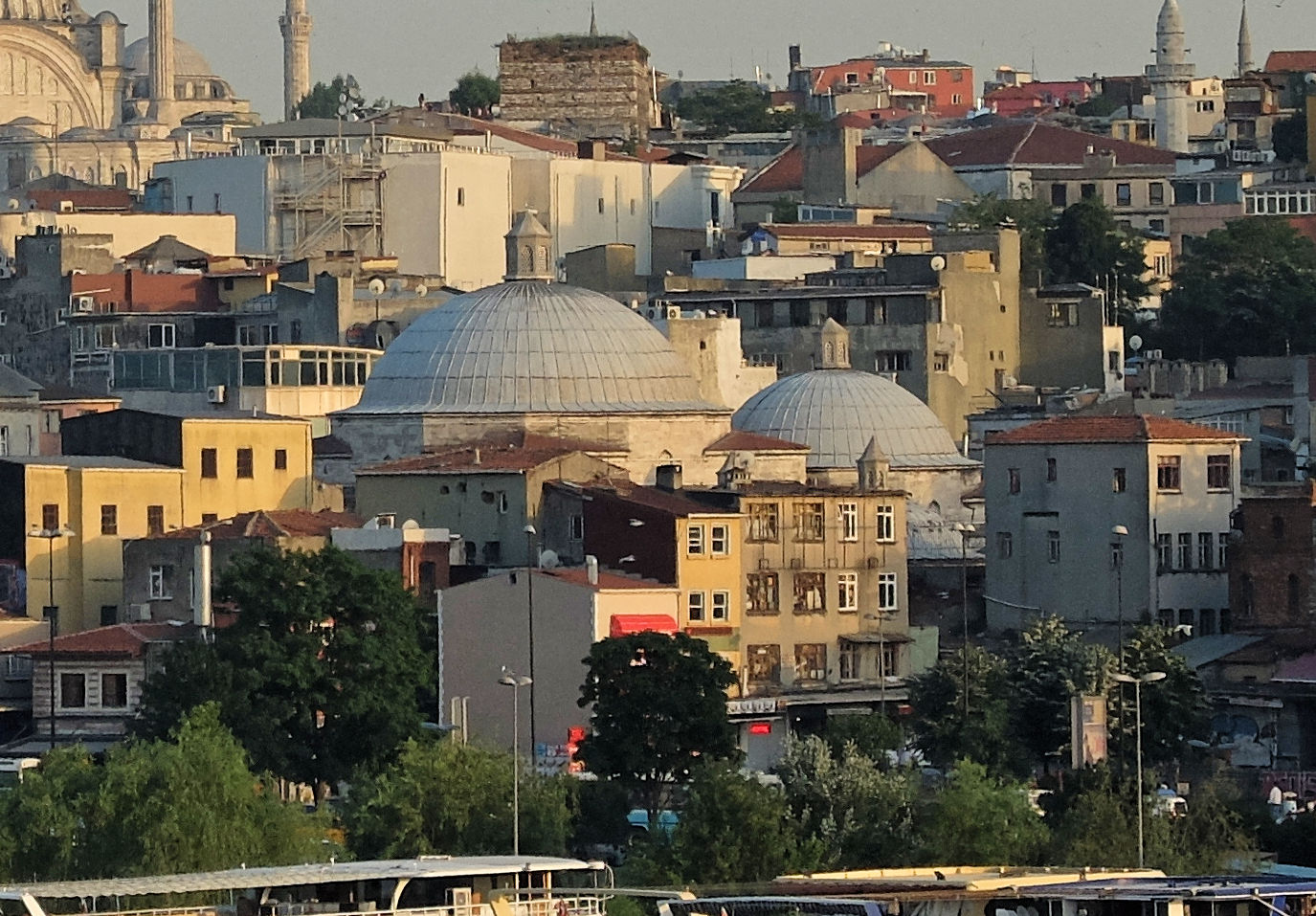
Два главных купола хаммама на фоне городской панорамы (вид со стороны Золотого Рога)

Хаммам упоминается в документе вакуфа мечети Фатих в 1470—1471 годах (875 год по хиджре) с указанием на то, что он был построен в период между 1454 годом (взятие Константинополя османами) и 1471 годом. По мнению турецкого историка архитектуры Догана Кубана хаммам, вероятно, был построен в то же время, что и Старый дворец (тур. Eski Saray), который Мехмед II возвёл недалеко от этого района сразу после завоевания Константинополя. Таким образом, бани Тахтакале являются старейшим сохранившимся османским банным сооружением в городе. Единственные другие документированные хаммамы в Стамбуле, датируемые периодом правления Мехмеда II, — бани Махмуд-паши (часть комплекса мечети Махмуд-паши), построенные в 1466 году, и бани Гедика Ахмет-паши, возведённые около 1475 года.
Бани Тахтакале продолжали функционировать, вероятно, до начала 1900-х годов. Они уцелели, но, возможно, были повреждены в ходе землетрясения 1894 года, а также в результате крупного пожара в местном районе в 1911 году. Впоследствии здание хаммама использовалось в качестве хранилища продуктов глубокой заморозки и склада сыра, что нанесло вред его историческому облику. Значительная часть внутреннего пространства здания была уничтожена и заменена на современные бетонные полы, в результате чего сохранилась только часть бывших мужских бань и холодная комната бывших женских бань.
В конце концов владелец баней Тахтакале решил всё-таки восстановить их и найти им другое применение. В 1988 или 1989 году был запущен масштабный проект реставрации, продолжавшийся до 1992 года. Современные бетонные конструкции были снесены, и была восстановлена первоначальная планировка бань. Было принято решение преобразовать здание в торговый центр, чтобы сохранить в будущем его рентабельность. Поскольку первоначальный облик бань не мог быть точно восстановлен, было решено использовать разные методы и принципы реставрации для разных частей здания. Сохранившиеся оригинальные элементы были реставрированы, в то время как некоторые утраченные детали не были восстановлены. Также были добавлены новые практические элементы для адаптации здания к торговому центру с несколькими магазинами. Бывшая раздевалка мужских бань, расположенная под самым большим куполом здания, была превращена в главный вход и оборудована новыми галереями и новым центральным фонтаном, напоминающем о первоначальном предназначении здания. Аналогичным образом, новый монументальный портал в упрощённом османском стиле был возведён на месте первоначального, утраченного без какой-либо сохранившейся визуальной документации, необходимой для его реконструкции. Ныне бани Тахтакале функционируют как местный торговый центр, известный как базар Тахтакале Хаммам (тур. Tahtakale Hamamı Çarşısı) и являющийся частью более крупного торгового района, простирающегося к северу от территории Большого базара.

## Архитектура
Бани Тахтакале представляли собой большой двойной хаммам, разделённые на два отделения — для мужчин и для женщин, каждая со своей собственной последовательностью раздевалок и парных. Женская часть на южной стороне комплекса была немного меньше по площади, чем мужская. Изначально у неё был собственный вход рядом с входом в мужскую часть на главной улице (на восточной стороне), но этот вход не сохранился. Вход же в мужскую часть сегодня служит главным входом в здание, с реконструированным высоким монументальным порталом, частично украшенным мукарнами. Ещё один небольшой вход, находящийся на южное стороне здания, появился во время его современного преобразования в торговый центр. Остальные элементы плана бань были сохранена или восстановлены в соответствии с оригиналом, при этом в каждой части есть большая раздевалка или холодная комната (эквивалентная аподитерию и фригидарию римских терм), за которой следует тёплая комната, а затем горячая, с зоной обслуживания печей в задней части бани, которая ныне служит коридором, соединяющим обе части. Горячие комнаты имеют довольно сложную планировку с несколькими куполообразными зонами. Горячую комнату в мужской части венчает большой центральный купол и окружают с обеих сторон четыре дополнительные комнаты меньшего размера (почти все они тоже покрыты куполами), а также четыре небольших помещения (частные зоны для особых гостей), что делает этот хаммам одним из самых передовых своего времени в плане своего обустройства.
Раздевалку в мужской части, квадратную в плане и служащую ныне главным входом в здание, венчает самый большой купол здания, имеющий почти 17 метров в диаметре. По углам купола расположены тромпы, украшенные мукарнами и похожие на купола хаммамов в Эдирне и Бурсе, возведённые примерно в то же время, что и бани Тахтакале. Большая часть изначальных декоративных элементов не сохранилась и не могла быть восстановлена во время реставрации 1988 года. Во внешнем виде бань Тахтакале выделяется характерный силуэт куполов со множеством световых отверстий и архитектурных фонарей.